# بات موناغان
بات موناغان (بالإنجليزية: Pat Monaghan)‏ هي عالمة حيوانات بريطانية، ولدت في 1947.